# Junta (mecânica)

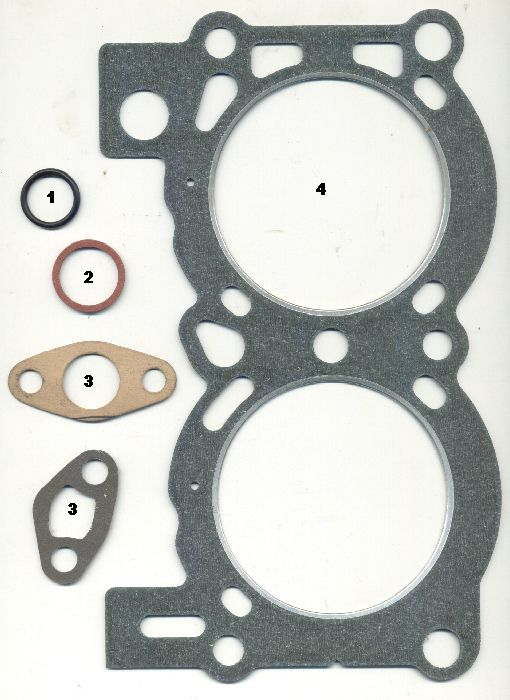
Várias juntas destinadas a um motor V4 da Ford;
1. Anilha de borracha
2. Anilha de fibra
3. Juntas de papel
4. Junta da cabeça

Na mecânica, uma junta é um objeto que permite o acoplamento mecânico entre dois objetos, preenchendo o espaço entre eles, permitindo a sua fixação com firmeza e impedindo, quando estes transportam fluidos, a fuga do conteúdo para o exterior. Juntas mecânicas, também conhecidas como juntas automotivas.
Devido às suas características a junta permite unir superfícies que possuam irregularidades. Essas superfícies são unidas geralmente pelo uso de parafusos ou rebites.

## Fabricação
Dependendo de sua aplicação a que se destina, podem ser de papel, borracha, aglomerado de cortiça com borracha, silicone, metal, fibra de vidro.
Para certas aplicações especiais, como juntas da cabeça para motores de automóvel, foi usado até à sua proibição o amianto entre chapas metálicas de cobre, sendo atualmente substituído por cartões especiais, habitualmente grafitados e resistentes a altas temperaturas. As juntas de cabeça poderão também ser produzidas com lâminas de aço sobrepostas tendo, neste caso, a designação de multi-layers.

## Características
É indispensável que o material que constitui as juntas tenha uma boa compressibilidade de forma a conseguir preencher as eventuais imperfeições dos objetos a unir.
Em função das aplicações, as juntas podem ter que possuir uma elevada resistência química (quando entram em contacto com substâncias corrosivas), de temperatura ou mecânica.